# Puerto Rico en los Juegos Olímpicos de Sarajevo 1984
Puerto Rico estuvo representado en los Juegos Olímpicos de Sarajevo 1984 por un deportista masculino que compitió en luge.
El portador de la bandera en la ceremonia de apertura fue el piloto de luge George Tucker. El equipo olímpico puertorriqueño no obtuvo ninguna medalla en estos Juegos.